# ノネット (菓子)
ノネット (フランス語: nonnette) 、あるいはノネット・ド・ディジョン (フランス語: nonnette de Dijon) はフランスのペイストリーの一種である。ノネットとは「若い修道女」を意味する。ショウガとハチミツが入った生地から作られたパンで、中にマーマレードなどのジャム類を入れる。ディジョンの名物である。

## 製法
スパイスやハチミツを使って作る伝統的なフランスのパンであるパン・デピスの一種であり、丸い形をしている。直径は5-6センチメートル程度、厚さは3センチメートルほどである。ハチミツとライ麦粉から作られる小さなジンジャーブレッドケーキで、中にオレンジマーマレードなどのジャムが入っている。カシスやアプリコット、ブルーベリーなどのジャムを絞り入れることもある。通常は卵白、砂糖、レモン汁をまぜたグレーズをかける。この糖衣はグラス・ア・ローと呼ばれている。ショウガの他にシナモン、ナツメグ、アニス、カルダモンなどを使うこともある。

## 来歴
ノネットはもともとフランスのブルゴーニュ地方のディジョンで作られた菓子である。ディジョンはもともとパン・デピス作りが盛んであった。はじめは中世ヨーロッパの修道院で修道女たちによって作られていたので「若い修道女」を意味する名前がついたと言われている。1796年にディジョンで開業したベーカリーであるミュロ・エ・プティジャンがノネットを包装して一般に売ることを始めたため、この菓子はよく知られるようになった。のちにはブルゴーニュ、とくにディジョンの代表的な菓子のひとつと考えられるようになった。1年中食べられるが、とくにクリスマスの時期に供されることが多い。

## ギャラリー

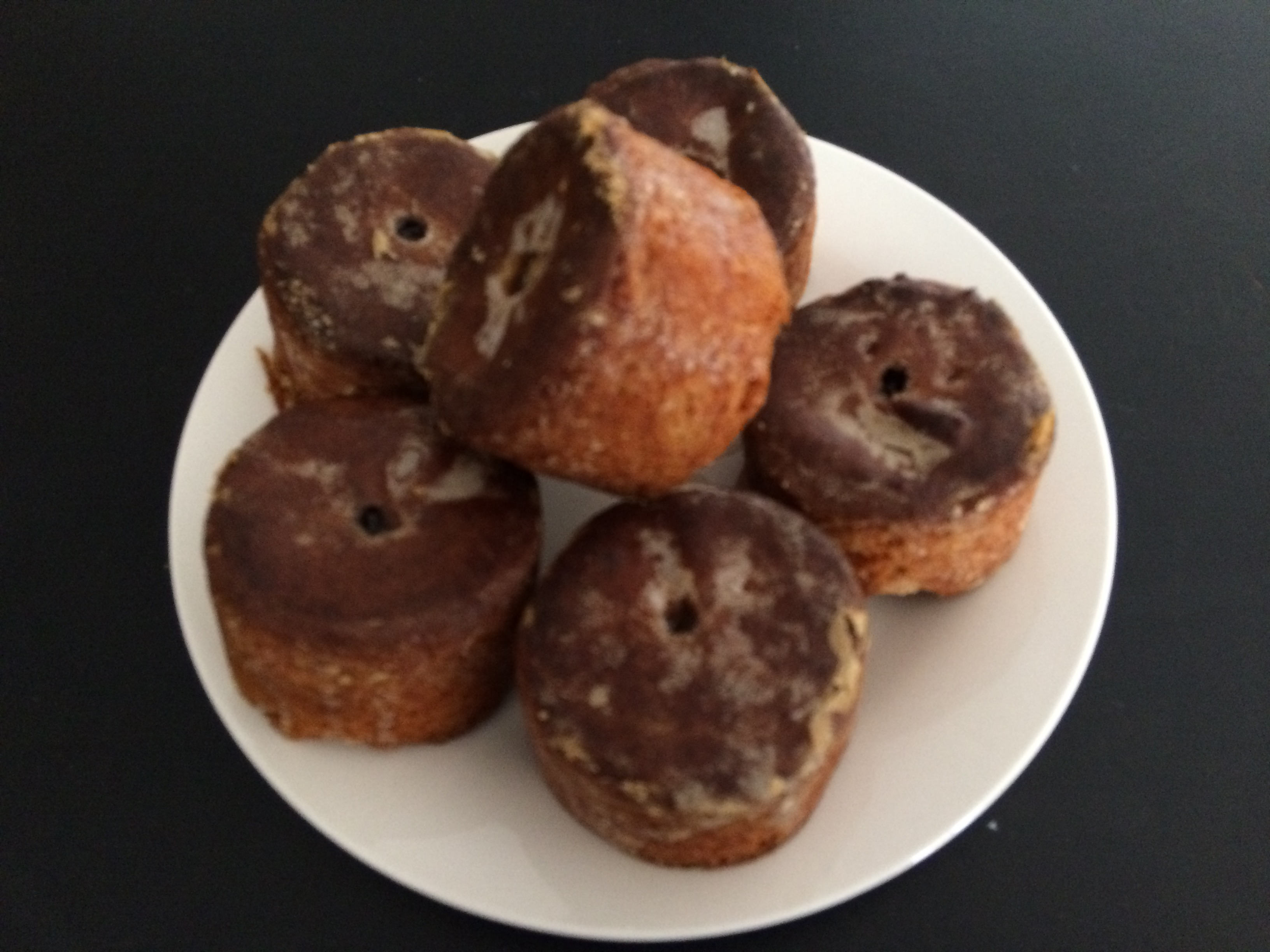
グレーズをかけたノネット
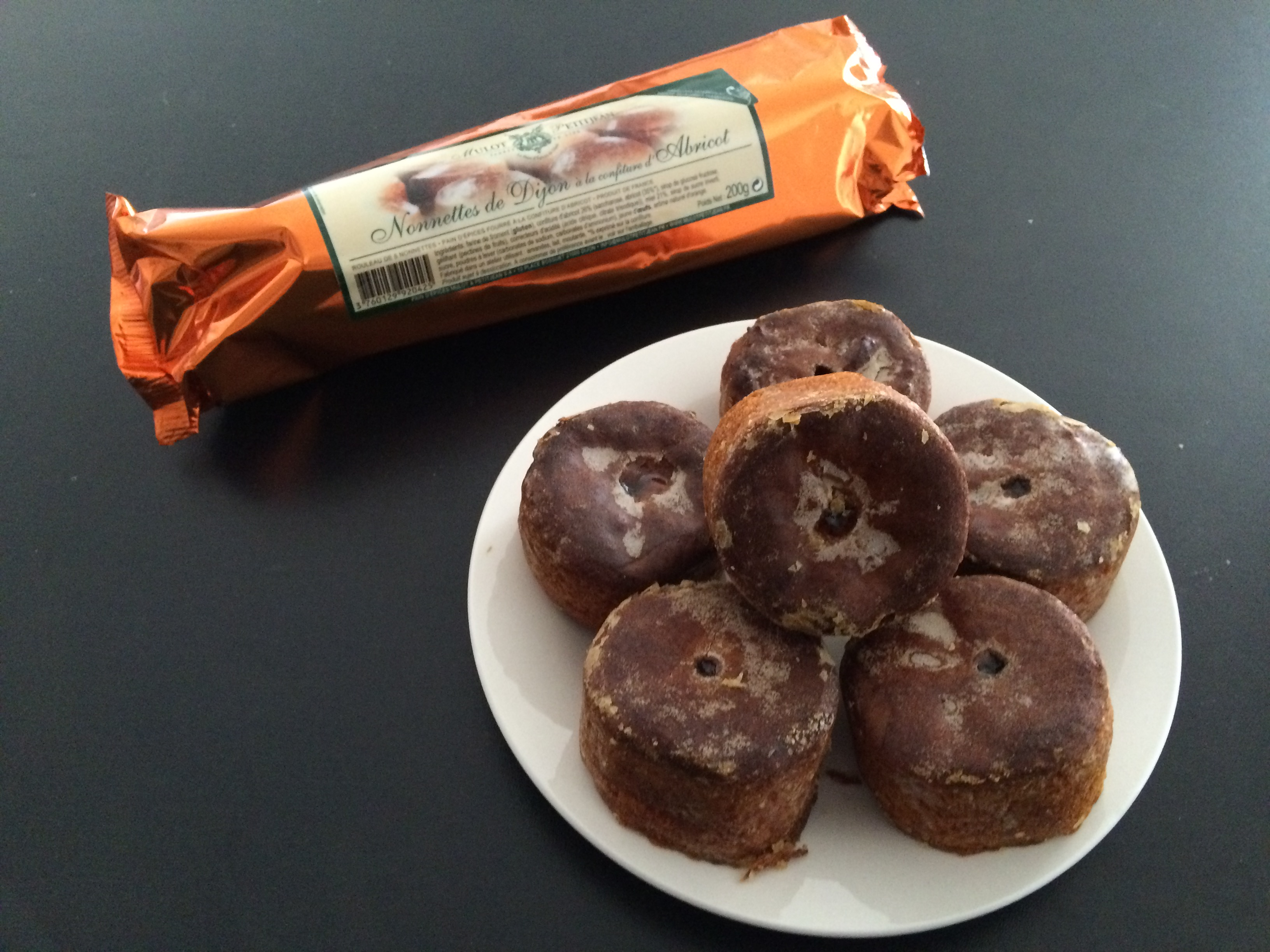
ミュロ・エ・プティジャンのノネット
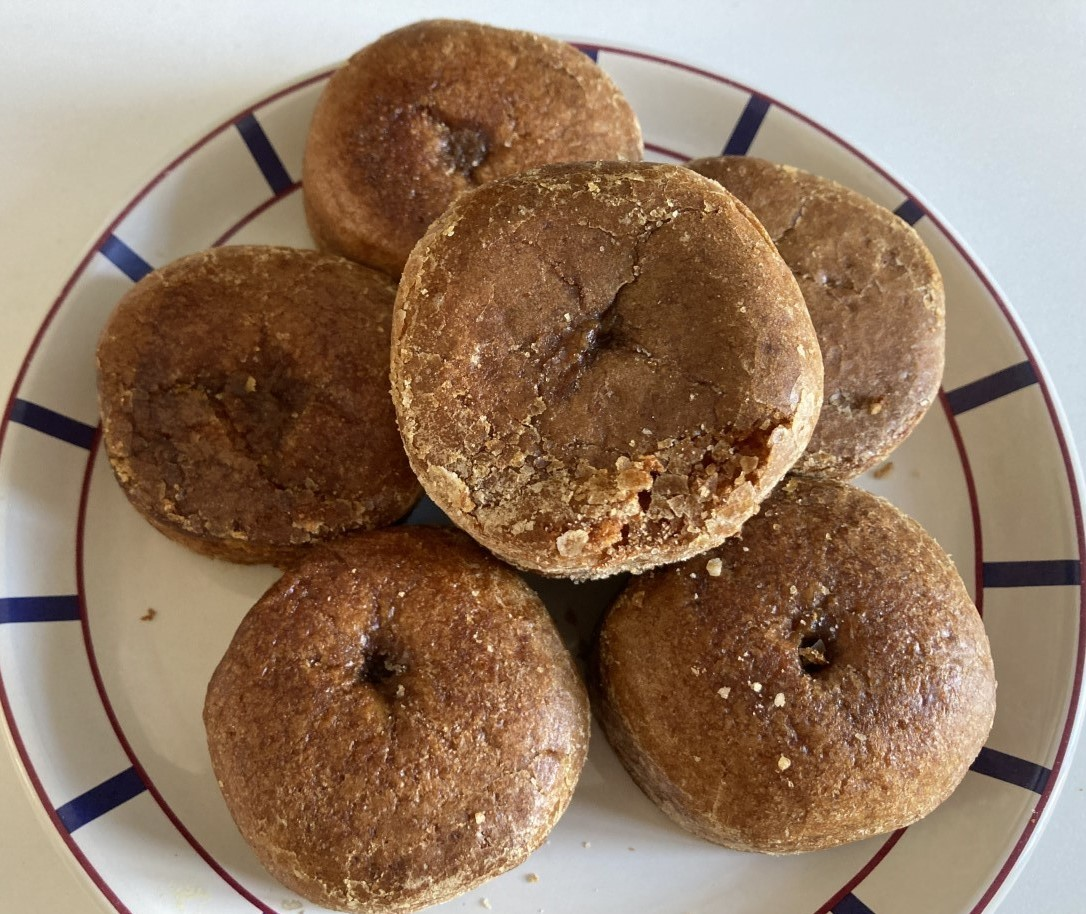
積み重ねたノネット
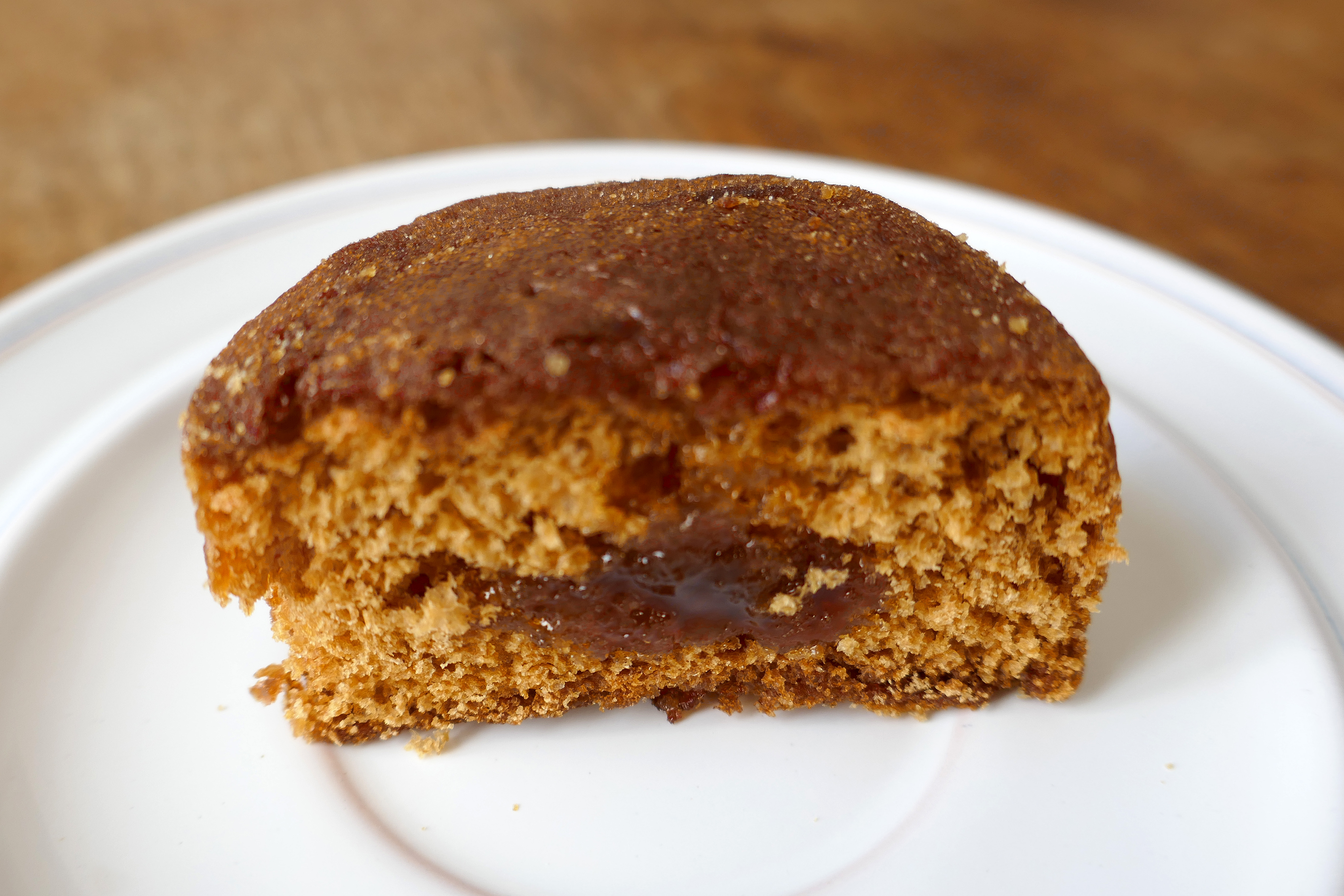
カットしたノネット